# Salasungo

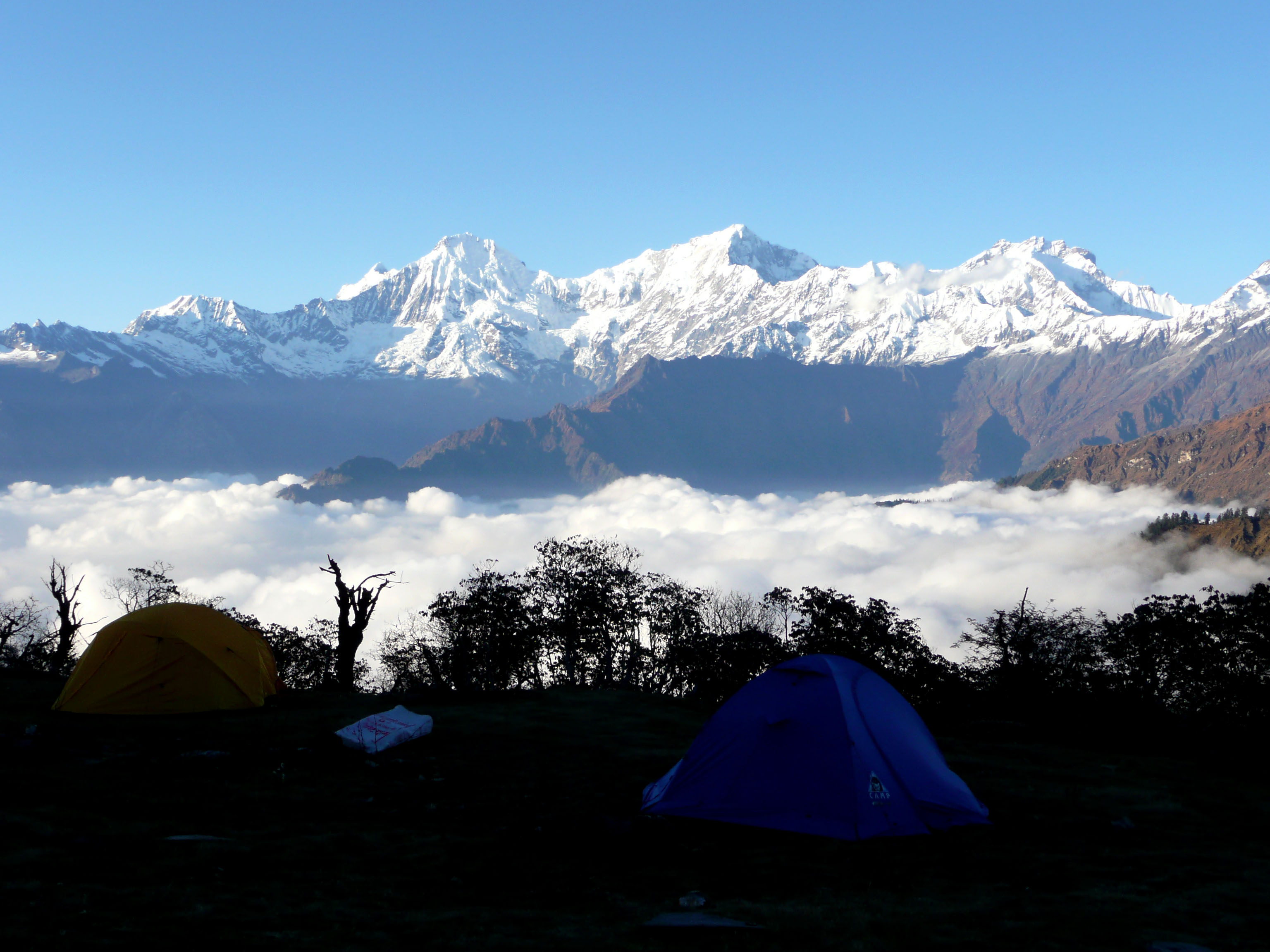
Pohled z jihu: vlevo Pabil, uprostřed Salasungo a vpravo Ganesh V

Salasungo (také Ganesh III) je hora vysoká 7 043 m n. m. nacházející se v pohoří Himálaj na hranici mezi Nepálem a autonomní oblastí Tibetu v Čínské lidové republice.

## Prvovýstup
Prvovýstup provedla japonsko-nepálská expedice severní stěnou. Dne 19. října 1979 stanuli na vrcholu horolezci Hideo Ogura, Pemba Tshering Šerpa a Dawa Norbu Šerpa. O den později vystoupili na vrchol Japonci Micujasu Maeda, Šindži Eguči a dva šerpové Mingma Tenzing a Tendi. O další den později 21. října dorazili na vrchol ještě Takaši Kitahara a Makoto Joko.